# Limassol (municipalité)
Pour pour la ville, voir Limassol.
Limassol (grec moderne : Λεμεσός) est une municipalité chypriote située dans le district de Limassol et comptant plus de 101 000 habitants.